# Havernas
Havernas é uma comuna francesa na região administrativa de Altos da França, no departamento de Somme. Estende-se por uma área de 4,48 km². Em 2010 a comuna tinha 392 habitantes (densidade: 87,5 hab./km²).